# تدريجية

التدريجية هي طريقة للعمل على المشروعات حيث تجرى التغييرات بصورة تدريجية. ويطبق هذا المفهوم في السياسة الوطنية والسياسة العامة. وفي السياسة العامة تجرى تعديلات صغيرة على عدد من السياسات العمومية على مر الزمن انتهاءً إلى تحقيق تغيير كبير.

## مقالات ذات صلة
- مجموعة العمل المستقلة